# Arthur Herbert, 1. hrabě z Torringtonu
Arthur Herbert, 1. hrabě z Torringtonu (Arthur Herbert, 1st Earl of Torrington, 1st Baron Herbert of Torbay) (1648 – 13. dubna 1716), byl anglický admirál, politik a dvořan ze starobylého šlechtického rodu Herbertů. Patřil k významným osobnostem slavné revoluce a poté zastával nejvyšší hodnosti v anglickém námořnictvu. Jako vrchní velitel anglického loďstva v Devítileté válce utrpěl porážku od Francie, byl uvězněn a zbaven velení, zbytek života pak strávil v soukromí.

## Životopis
Pocházel ze starobylého šlechtického rodu Herbertů, byl synem právníka Edwarda Herberta (1591–1658), který u exilového dvora Karla II. zastával funkci lorda kancléře (1653–1657). Od roku 1663 sloužil v námořnictvu a již r. 1666 dosáhl hodnosti kapitána, vyznamenal se ve válce proti Nizozemí, později ve Středomoří v bojích proti pirátům přišel o oko. V roce 1684 povýšen na kontradmirála, v letech 1684–1689 byl též lordem admirality. Za vlády Jakuba II. zastával funkce u dvora a byl správcem královského šatníku (1685–1687), byl též členem Dolní sněmovny (1685–1687 a 1689–1690). Jeho vzestup za vlády Jakuba II. souvisel s kariérou jeho mladšího bratra Edwarda Herberta (1648–1698), který byl tehdy lordem nejvyšším sudím (1685–1687).
Důležitou roli sehrál v době slavné revoluce, kdy v přestrojení za prostého námořníka opustil Anglii a doručil Vilémovi Oranžskému výzvu anglických lordů, aby převzal vládu v Anglii. To také předurčilo jeho další vzestup po roce 1688, byl povolán do Tajné rady a stal se prvním lordem admirality a vrchním velitelem anglického loďstva (1689–1690). V roce 1690 se jako velitel spojeného anglicko–nizozemského loďstva vyznamenal v bojích proti Francii a byl povýšen na hraběte z Torringtonu s členstvím ve Sněmovně lordů (součástí šlechtické titulatury byl také baronát z Torbay odvozený od jména přístavu Torbay, kde se v roce 1688 vylodil Vilém III.) V červenci 1690 v bitvě u Beachy Head v kanálu La Manche ustoupil před Francouzi, načež byl uvězněn v Toweru a postaven před válečný soud. Byl sice zproštěn obvinění, ale do aktivní služby se již nevrátil a dožil v soukromí. V roce 1692 mu bylo zrušeno i členství v Tajné radě. Jeho sídlem byl starobylý zámek Oatlands Palace v hrabství Surrey, který zdědil po otci.
Byl dvakrát ženatý, ale nezanechal žádné potomstvo, takže jeho úmrtím titul hraběte z Torringtonu zanikl, pohřben je ve Westminsterském opatství. Jméno Torrington s titulem vikomta bylo později uděleno rodu Byngů, jehož členové se taktéž v několika generacích uplatnili jako vysocí námořní důstojníci.